# Лена (река)
Река Лена (рус. Ле́на) у Сибиру је десета река по величини на свету, а девета по количини воде. Извире у Прибајкалским планинама јужно од Средњосибирске висоравни, двадесет километара западно од Бајкалског језера, на надморској висини од 1642 m. Затим, Лена тече у правцу североистока, да би се Киренга улила у њу. Од Јакутска, Лена тече низином и према северу све до улива Алдана у њу. Даље, пошто се у њу улије Виљуј, Лена стиже до Северног леденог мора у који се и улива у близини Новосибирских острва.
Делта Лене је широка готово 400 km и њен басен покрива површину од 2.490.000 km². Река је смрзнута готово седам месеци годишње. Пуна дужина реке Лене износи око 4400 km. Лена је и делимично златоносна река, а скелети мамута су пронађени у делти.
Сматра се да је Владимир Иљич Лењин свој надимак добио управо по реци Лени, у знак сећања на тамошњи погром радника у време царске Русије. На реци се налазе насеља Јакутск, Ленск, Жиганск.

## Курс
Настајући на надморској висини од 1.640 m (5.381 ft) на свом извору у планинама Бајкал јужно од Централносибирске висоравни, 7 km (4 mi) западно од Бајкалског језера, Лена тече североисточно преко висоравни Лена-Ангара, где јој се придружују Киренга, Витим и Ољокма. Од Јакутска улази у Централну Јакутску низију и тече на север док јој се не придруже њена десна притока Алдан и њена најважнија лева притока Виљуј. Након тога, савија се према западу и северу, тече између ланца Хараулах, дела Верхојанског ланца, на истоку и Чекановског гребена на западу. Пробијајући се скоро на север, шири се у велику делту и завршава се у Лаптевском мору, делу Арктичког океана, југозападно од Новосибирских острва. Делта Лене заузима површину од 30.000 km2 (12.000 sq mi), коју пролази седам главних огранака, од којих је најважнији Биковски канал, најдаље на истоку.

## Слив
Површина слива реке Лене израчуната је на 2.490.000 km2 (960.000 sq mi), а средњи годишњи проток је 489 km³ годишње. Злато се испира из песка Витима и Ољокме, а из делте су ископане кљове мамута. У поплавној равници реке налазе се бројна језера. Језера Неџели и Улахан-Кјуел су највећа у басену Лене.
Притоке

### Притоке
Киренга тече на север између горње реке Лене и Бајкалског језера. Витим дренира област североисточно од Бајкалског језера. Олиокма тече на север. Амга прави дугу кривину југоисточно и паралелно са Леном и улива се у Алдан. Алдан такође кривуда отприлике паралелно са Леном док не скрене на исток и улива се у Лену северно од Јакутска. Маја, притока Алдана, одводњава подручје скоро до Охотског мора. Систем Чона-Виљуј у облику слова Т одводи већину подручја на западу.

## Историја
Уобичајено се верује да је Лена добила име од оригиналног имена Евен-Евенк са значењем „Велика река”.
Према народним причама преношеним током векова, у годинама 1620–1623, група руских ловаца на крзно под вођством Демида Пјанде допловила је до Доње Тунгуске, открила Лену и тамо пренела своје чамце или изградила нове. Године 1623, Пјанда је истражио око 2.400 km (1.500 mi) реке од њеног горњег тока до централне Јакутије. Године 1628, Василиј Бугор и 10 људи су стигли до Лене, прикупили 'јасак' (данак) од 'домородаца' и затим основали Киринск 1632. Године 1631, војвода Јенисејска је послао Пјотра Бекетова и 20 људи да изграде тврђаву у Јакутску (основана 1632. године). Из Јакутска су се друге експедиције шириле на југ и исток. Делта Лене је досегнута 1633. године.
Две од три групе преживелих из несрећне Жанетове експедиције стигле су до Делте Лене у септембру 1881. Ону коју је предводио инжењер Џорџ В. Мелвил спасили су локални тунгуски ловци. Од групе коју је предводио капетан Џорџ В. Де Лонг само је двоје љути преживело, остали су умрли од глади.
Барон Едуард фон Тол, у пратњи Александра фон Бунга, предводио је експедицију која је истраживала делту Лене и острва Новог Сибира у име Руске царске академије наука 1885. Године 1886, истраживали су Новосибирска острва и реку Јану и њене притоке. Током једне године и два дана експедиција је прешла 25.000 km (16.000 mi), од којих је 4.200 km (2.600 mi) било уз реке, вршећи геодетска истраживања на путу.
Ленски масакр је био назив за пуцњаве 1912. године на штрајкаче рудника злата и локалне грађане који су протестовали због услова рада у руднику близу Бодајба у северном Иркутску. Инцидент је у Думи (парламенту) пријавио Керенски и заслужан је за подстицање револуционарних осећања у Русији.
Могуће је да је Владимир Иљич Уљанов је можда узео свој псеудоним Лењин са реке Лене, када је био прогнан на Централносибирску висораван.

## Delta
На крају реке Лене налази се велика делта која се протеже 100 km (62 mi) у Лаптевско море и широка је око 400 km (250 mi). Делта је залеђена тундра око седам месеци у години, али се у мају регион претвара у бујну мочвару на неколико месеци. Део области је заштићен као резерват дивљих животиња делте Лене.
Делта Лене се дели на мноштво равних острва. Најважнија су (од запада ка истоку): Чичас Арита, Петрушка, Сагастир, Самах Ари Дијете, Туркан Белкејдере, Сасилак Ари, Колхозтак Белкејдере, Григориј Дијељах Белки (Григоријева острва), Нерпа Иолун Арита, Миша Белкејдер, Атактај Белкедер, Арангастак, Урдиук Пастак Белки, Агис Паст Арита, Далалак, Ото Ари, Улакан Ари и Орто Уес Арита. Туруканак-Кумага је дуго и уско острво поред западне обале делте Лене. Једно од острва у делти Лене, острово Америка-Куба-Арита или острово Куба-Арита, добило је име по острву Куба у совјетско време. Налази се на северној ивици делте.